# Магнетик Спрингс (Охајо)
Магнетик Спрингс (енгл. Magnetic Springs) град је у америчкој савезној држави Охајо.

## Демографија
По попису из 2010. године број становника је 268, што је 55 (-17,0%) становника мање него 2000. године.
| Група             | 2000.       | 2010.       |
| Белци             | 315 (97,5%) | 261 (97,4%) |
| Афроамериканци    | 0 (0,0%)    | 1 (0,4%)    |
| Азијати           | 2 (0,6%)    | 0 (0,0%)    |
| Хиспаноамериканци | 0 (0,0%)    | 0 (0,0%)    |
| Укупно            | 323         | 268         |